# Pica-pau-malhado-pequeno

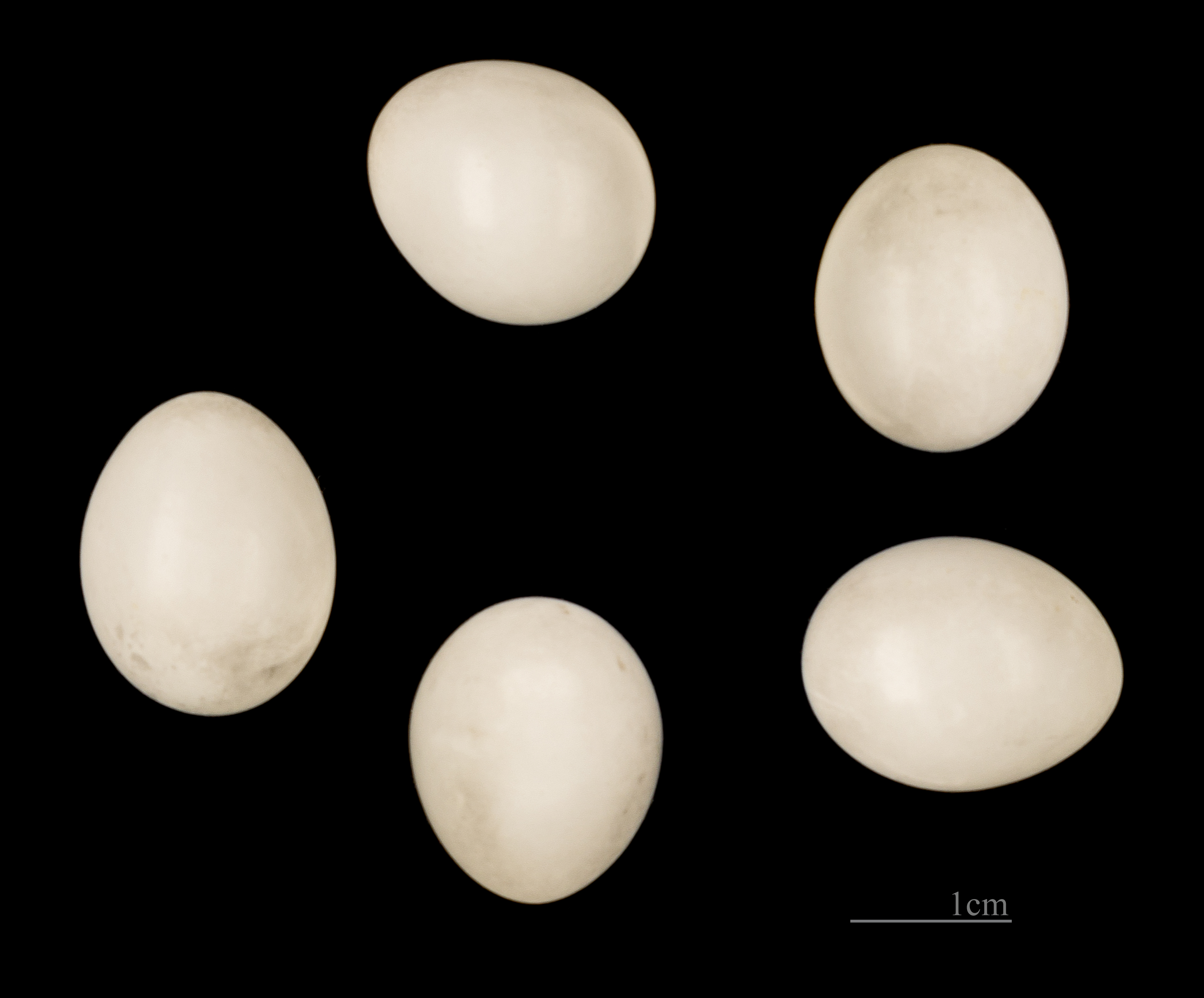
Dendrocopos minor MHNT

O pica-pau-malhado-pequeno ou pica-pau-galego (Dryobates minor) é uma ave pertencente à família dos pica-paus (Picídeos). É o mais pequeno dos pica-paus europeus, medindo cerca de 15 centímetros de comprimento. Distingue-se pela plumagem alvadia do peito e negra, com barras brancas, no dorso, sendo que os machos também exibem uma mancha vermelha, à guisa de barrete, na cabeça.
Esta espécie encontra-se presente em Portugal, especialmente a Sul do Tejo, frequentando zonas florestais bem desenvolvidas, mormente de sobreiros e carvalhos. É uma espécie discreta, que se faz sobretudo notar pelas suas vocalizações agudas e repetidas.

## Nomes comuns
Dá ainda pelos seguintes nomes comuns: pica-pau-galego, peto-galego e peto-pequeno.